# Vándormadarak (dokumentumfilm)
A Vándormadarak (eredeti címe Le Peuple Migrateur, Winged Migration az Egyesült Államokban és Kanadában, The Travelling Birds az Egyesült Királyságban, The Travelling Birds: An adventure in flight Ausztráliában) egy 2001-ben készült Oscar-díjas dokumentumfilm, melyet Jacques Cluzaud, Michel Debats és Jacques Perrin (aki az írók és narrátorok egyike is volt) rendezett. A madarak hosszú útján mutatja be vándorlásuk során.
A filmet négy éven keresztül készítették, hét kontinensen. A néző leggyakrabban úgy érezheti, mintha együtt repülne a madarakkal, akik minden időben és terepen utaznak, nagy távolságokat megtéve a túlélés érdekében.
A légifelvételek legnagyobb része „szelíd” madarakkal lett forgatva. A készítők számos madárfajt neveltek fel, például gólyákat és pelikánokat születésüktől fogva. A stáb tagjai bevésődtek az újszülött madaraknak. Számos fajnál még ezelőtt sohasem alkalmazták ezt. Ezen kívül ki lettek képezve arra is, hogy együtt repüljenek a stábbal. A filmet különböző légijárművekről, léggömbről, kamionról, motorkerékpárról, motorcsónakról, távirányított robotokkal, és a Francia Tengerészet hajójáról filmezték.
A film elején megjelenik az a figyelmeztetés, hogy a készítés során nem használtak különleges effekteket, habár ez nem teljes egészében igaz, ugyanis néhány helyen CGI-t használtak ahhoz, hogy a madarakat életnagyságúra nagyítsák.

## Külső hivatkozások
- Hivatalos oldal
- Hivatalos oldal (franciául)
- A Vándormadarakról a PORT.hu-n (magyarul)